# Ferrari Enzo
Ferrari Enzo — двухместный суперкар, выпускавшийся итальянской автомобильной компанией Ferrari в период с 2002 по 2004 год. Эта модель была построена в честь основателя компании Ferrari — Энцо Феррари.
Впервые Ferrari Enzo представлен в 2002 году на Парижском автосалоне. Всего выпущено 400 автомобилей.

## Кузов
Ferrari Enzo построен вокруг гоночного болида, с явно выраженными «клювом» и «лопатой», и таким же, как у гоночных машин, боковыми воздухозаборниками для радиаторов и тормозов. Кузов выполнен из карбонового волокна. Весь автомобиль пронизан раструбами воздухозаборников. Такая конструкция позволила добиться распределения воздуха для увеличения прижимной силы и эффективного охлаждения двигателя без существенных аэродинамических потерь.
Двери типа «крылья бабочки» поднимаются вверх под углом в 45 градусов. Кокпит кончается длинным и узким задним стеклом, через которое виден двигатель автомобиля.

## Двигатель
Двигатель Ferrari Enzo — V-образный 12-цилиндровый, атмосферный, объёмом 5997 см³, установленный продольно перед задней осью. Угол развала между цилиндрами 65 градусов. Имеет 4 клапана на каждый цилиндр. Диаметр поршня 92 мм, ход поршня 75,2 мм, степень сжатия 11.2:1. Мощность двигателя 660 л. с. (492,2 кВт) при 7800 об/мин., крутящий момент 657,57 Н·м при 5500 об/мин. Красная зона тахометра начинается c 8200 об/мин.

## Салон

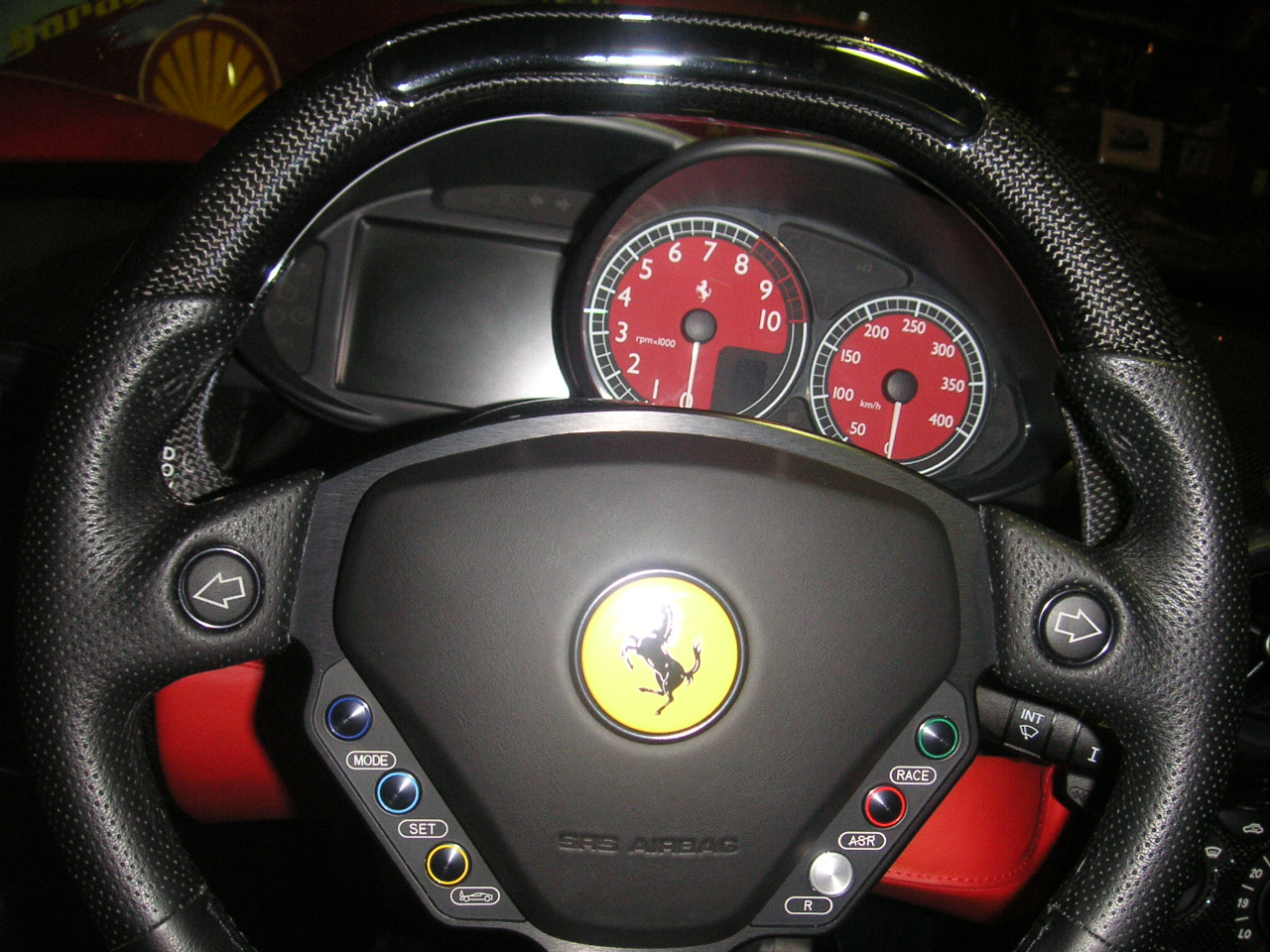
Руль в Ferrari Enzo

Дизайн интерьера Ferrari Enzo истинно спортивный и включающий такие опции, как электропакет, климат-контроль и качественная аудиосистема. Сиденье изготавливается отдельно для каждого заказчика, исходя из его телосложения. Сиденья-ковши, вставки в дверях, под передней панелью и на центральной консоли обиты зелёной кожей, а сама панель и рулевое колесо сделаны из углеродного волокна. Небольшой руль имеет ровную верхнюю часть, на которой находятся светодиоды, позволяющие контролировать работу 6-ступенчатой секвентальной коробки передач с системой автоматического переключения (переключение передач занимает 15 миллисекунд). Переключение передач осуществляется подрулевыми лепестками. Жёлтые циферблаты спидометра и тахометра размечены до 400 км/ч и 10 000 об/мин.

## Тюнинг

### Edo Competition Enzo
Первый вариант тюнинга от немецкого тюнинг-ателье Edo Competition в 2008 году. Максимальная скорость 370 км/ч, разгон до 100 км/час за 2,7 сек. Мощность двигателя 700 л. с.

### Edo Competition Enzo XX Evolution
Итальянское ателье Edo Competition на Франкфуртском автосалоне 2009 года представила модификацию Ferrari Enzo, получившую наименование Edo Competition Ferrari Enzo XX Evolution.
Путём увеличения объёма 6,0-литрового V12 двигателя до 6,3 литров, а также благодаря новым распределительным валам, доработанным головкам цилиндров, титановым фиксаторами пружин клапанов и титановым шатунам, высокопроизводительным катализаторам, глушителям и воздушным фильтрам, а также новому высокопроизводительному выхлопному коллектору двигатель развивает 840 л. с. мощности и 779 Н·м максимального крутящего момента при 5800 об/мин.
Изменения в экстерьере включают в себя новое убирающееся заднее крыло, новые задние LED фонари и новый задний обвес (фартук) с дополнительными хвостовыми аэродинамическими компонентами (винглетами).
Благодаря тому, что вес этого спортивного купе разработчики сократили на 100 кг, машина способна развивать скорость от 0 до 100 км/час всего за 3,2 сек, а её предельная скорость составляет 390 км/ч.

### Gemballa

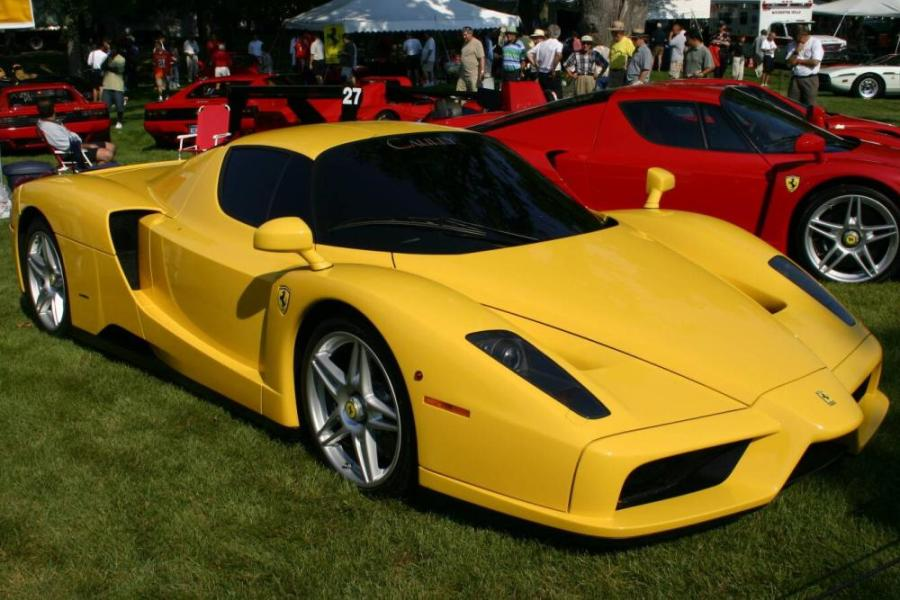
Ferrari Enzo в Монако

В 2009 году на автосалоне в Дубае немецкая тюнинговая фирма Gemballa представила модифицированную версию Ferrari Enzo, получившую название Ferrari Enzo Gemballa Mig-U1.
В комплект включён контрастный аэродинамический обвес кузова, состоящий из нового переднего бампера со светодиодными фонарями, накладок на пороги кузова, заднего спойлера, нового заднего бампера с интегрированными патрубками выпускной системы, а также воздухозаборников на передних крыльях и крыше. Внесённые в аэродинамику автомобиля изменения позволили увеличить прижимную силу на 35 кг спереди и на 85 кг сзади.
Стандартный силовой агрегат Ferrari Enzo оснастили перепрограммированным электронным блоком управления, после чего присоединили его к новой выхлопной системе, добившись мощности в 700 л. с.
В подвеску внесены изменения для преодоления «лежачих полицейских»: нажатием кнопки водитель может увеличить клиренс почти на 5 см. Также установлены новые чёрные колеса GTR Racing, которые на 16 кг легче стандартных.
Салон отделан красной синтетической замшей и чёрной кожей с красной прострочкой. Центральная консоль модифицирована, в неё установленная новая мультимедийная система с 950-ваттным усилителем, семидюймовым сенсорным экраном, спутниковой навигацией, DVD-чейнджером и разъёмом для подключения плеера iPod.
В общей сложности было выпущено 25 автомобилей, каждый из которых будет окрашен и укомплектован в соответствии с индивидуальными требованиями заказчиков.

## Дальнейшая судьба автомобилей
- Один из автомобилей жёлтого цвета, выпущенных в 2002 году, принадлежит Эрику Клэптону.
- Автомобиль красного цвета был куплен в Дубае британским гражданином. Когда владелец разорился во время кризиса 2013 года и в спешке покинул страну, автомобиль остался брошенным на «кладбище суперкаров» недалеко от аэропорта Дубая[2].